# Grève de la faim pour le climat

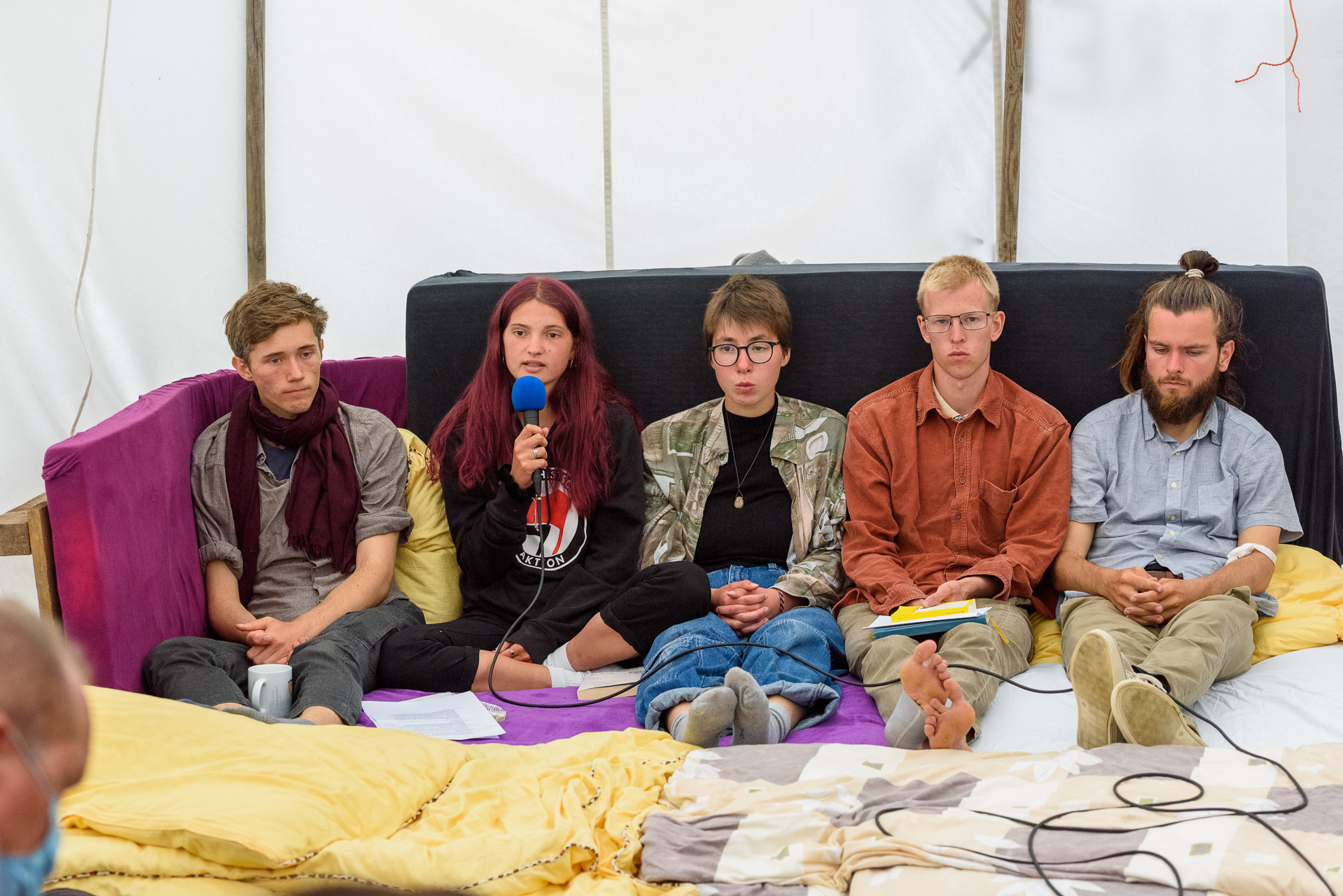
Conférence de presse de grévistes de la faim en Allemagne - Berlin - 15 septembre 2021.

En 2021, en Europe, plusieurs personnes ont mené des grèves de la faim de plusieurs semaines pour obtenir l'attention des politiques sur l'enjeu climatique et environnemental, respectivement en Allemagne et en Suisse

## Grève de la faim de sept jeunes devant le Bundestag en Allemagne
Sept jeunes de moins de 30 ans débutent à la fin du mois d'août 2021 une grève de la faim face au palais du Reichstag. Ils demandent un dialogue sincère avec les responsables des principales formations politiques avant la tenue du scrutin et la mise en place d'une convention citoyenne pour décider de mesures ambitieuses pour le climat,,.
Deux d'entre eux sont hospitalisés au bout de vingt jours.
En marge d'un débat à Potsdam, l'un d'entre eux dialogue pendant un moment avec  le candidat du SPD et commente ses réponses en déclarant : « Olaf Scholz parle avec un calme angoissant de ses projets qui nous conduisent directement en pleine catastrophe climatique ».
Plusieurs personnalités réagissent à cette grève. Le porte-parole du gouvernement, Steffen Seibert exprime son souci pour la santé des grèvistes le 15 septembre. La chancelière Angela Merkel, par la voix de ce même porte parole, déclare le 20 septembre qu'elle observe avec inquiétude les grèvistes mais n'interviendra pas.
Une partie des jeûneurs mettent fin à leur grève de la faim le vendredi 25 tandis que deux jeûneurs annoncent qu'en l'absence de prise de parole du chef de file du SPD, ils cesseront de boire le samedi 26. Dans la journée du 26, Olaf Scholz, appelle les deux militants et s'engage à prendre part à une réunion publique avec eux dans les 4 semaines suivant l'élection.

## Grève de la faim sur la place fédérale à Berne pour obtenir une information des parlementaires (Suisse)
En novembre 2021, Guillermo Fernandez, un informaticien fribourgeois, père de trois enfants âgés de 13,16,17 ans mène une grève de la faim de 39 jours jusqu'à ce que la présidente du parlement fédéral, Irène Kälin, accède à sa demande d'organiser une journée de formation des conseillers nationaux aux résultats des travaux du GIEC et de l'IPBES.